# Johannes Franciscus Klomp
Johannes Franciscus Klomp (Duits: Johannes Franz Klomp, Den Haag, 7 februari 1865 – Kamp-Bornhofen, 14 februari 1946) was een Duits architect met Nederlandse voorouders.
Klomp studeerde van 1880-1883 aan de Academie voor Beeldende Kunsten te Den Haag, en daarna aan de Technische Hogeschool van Hannover. Hij was een leerling van de bekende Duitse architect Conrad Wilhelm Hase, die als één der belangrijkste bouwmeesters van de neogotiek in Duitsland wordt beschouwd. Ook kreeg Klomp les van Hubert Oswald Stier (1838-1907), die stationsgebouwen, waaronder Bremen Hauptbahnhof, en kerken ontwierp.
Hij ontwierp vooral rooms-katholieke kerkgebouwen in het westen van Duitsland. Hij kan worden beschouwd als een vertegenwoordiger van de Neoromaanse architectuur.
Van 1899 tot rond 1920 had Klomp in een door hemzelf ontworpen gebouw te Dortmund een eigen architectenbureau, dat enige tijd lang ook een filiaal te Katowice had. Over zijn leven na 1920 is weinig bekend.

## Werk in Duitsland (selectie)

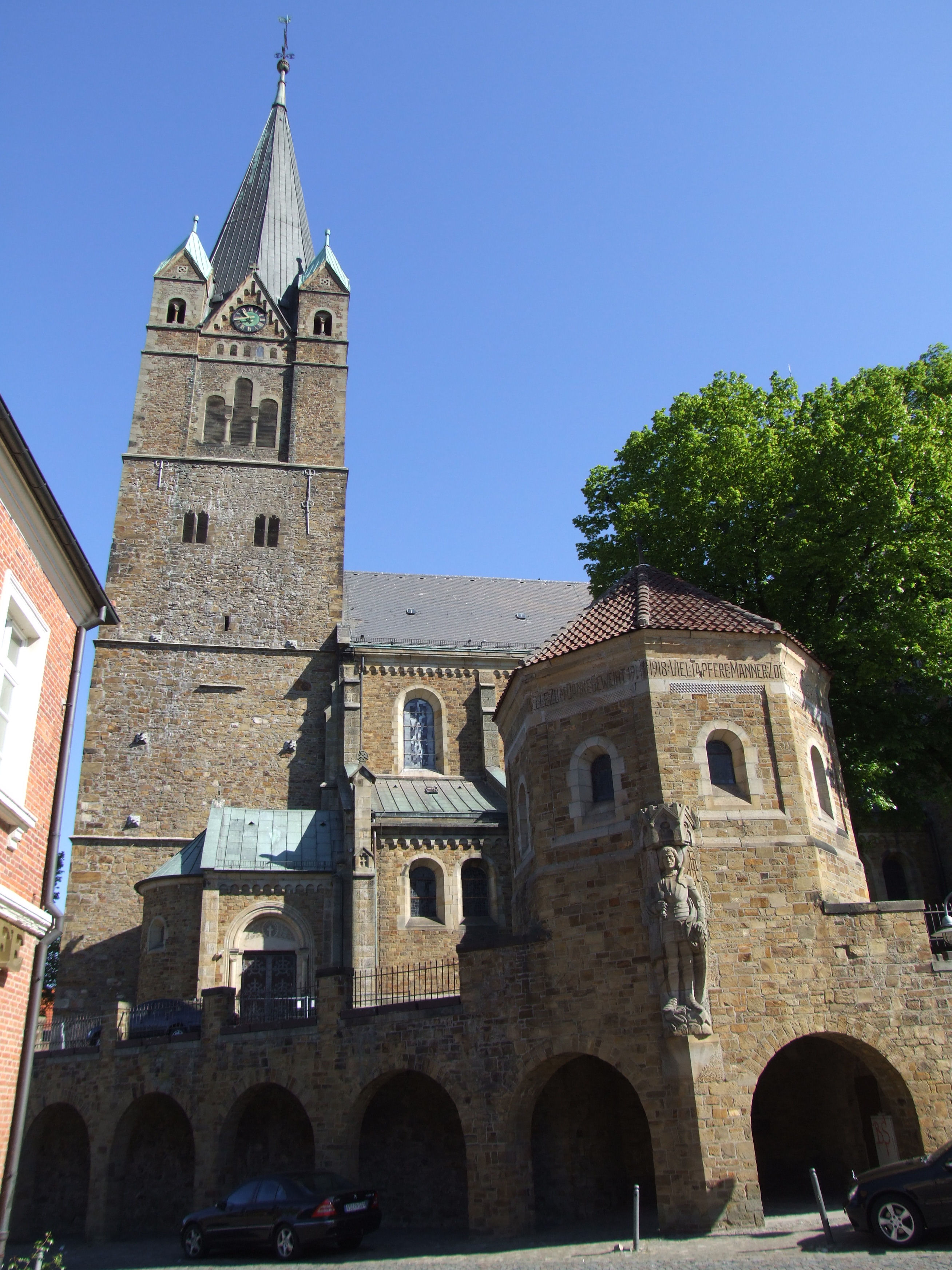
Artländer Dom (St.-Nicolaaskerk), Ankum in de Samtgemeinde Bersenbrück, (1895-1900)
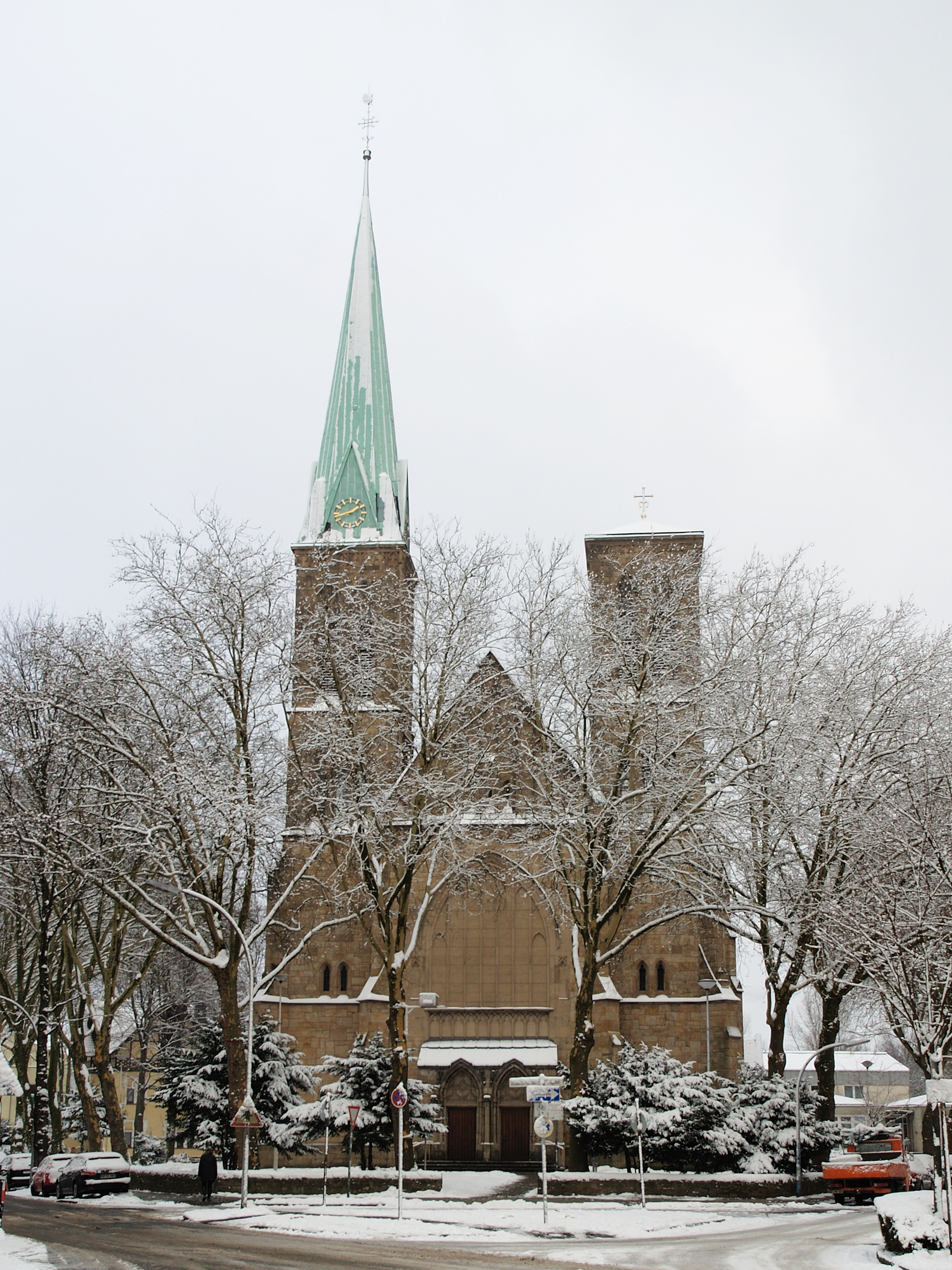
H. Hartkerk, Herne (1904-1908)
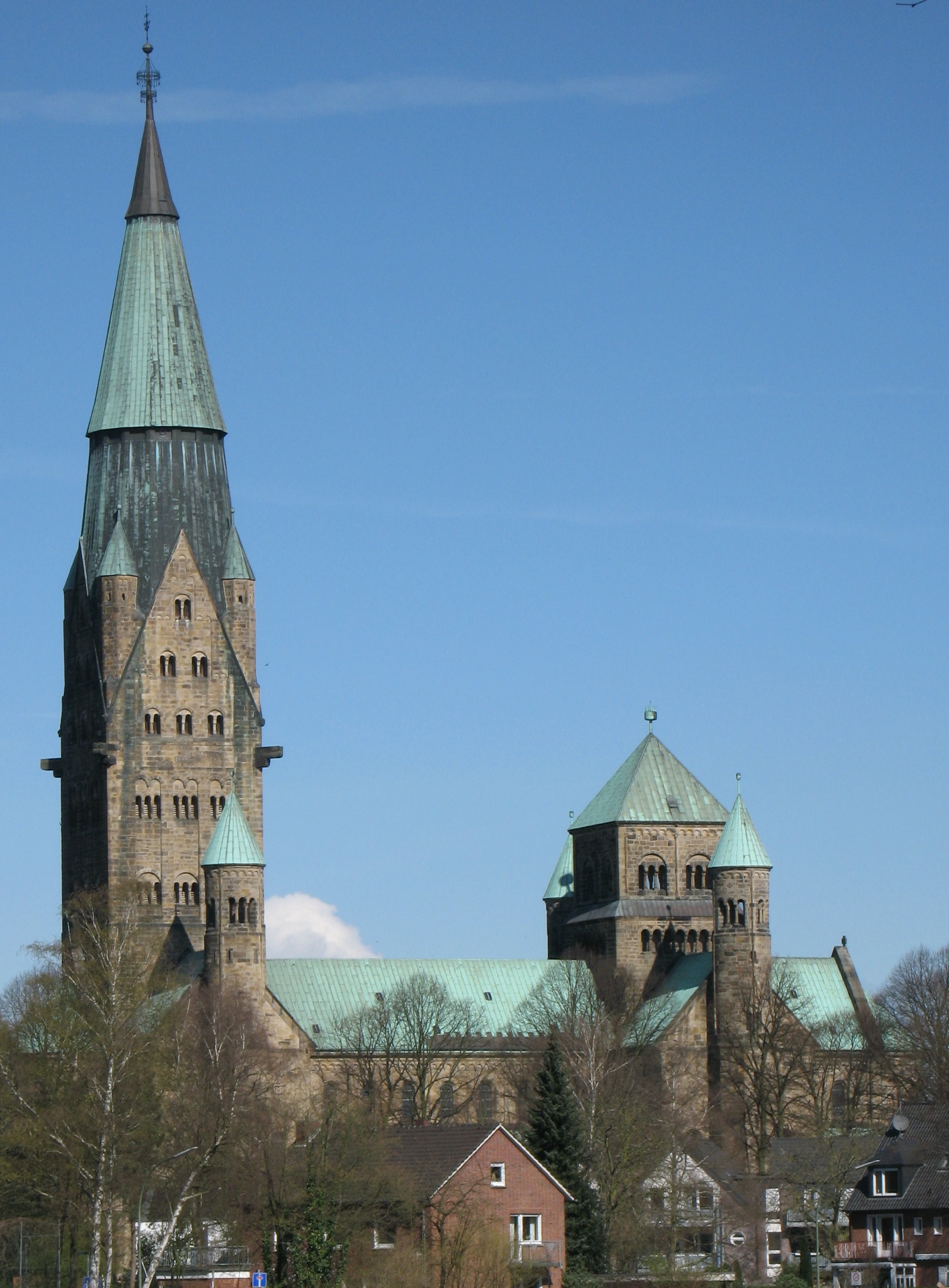
Sint-Antoniusbasiliek, Rheine (1905)
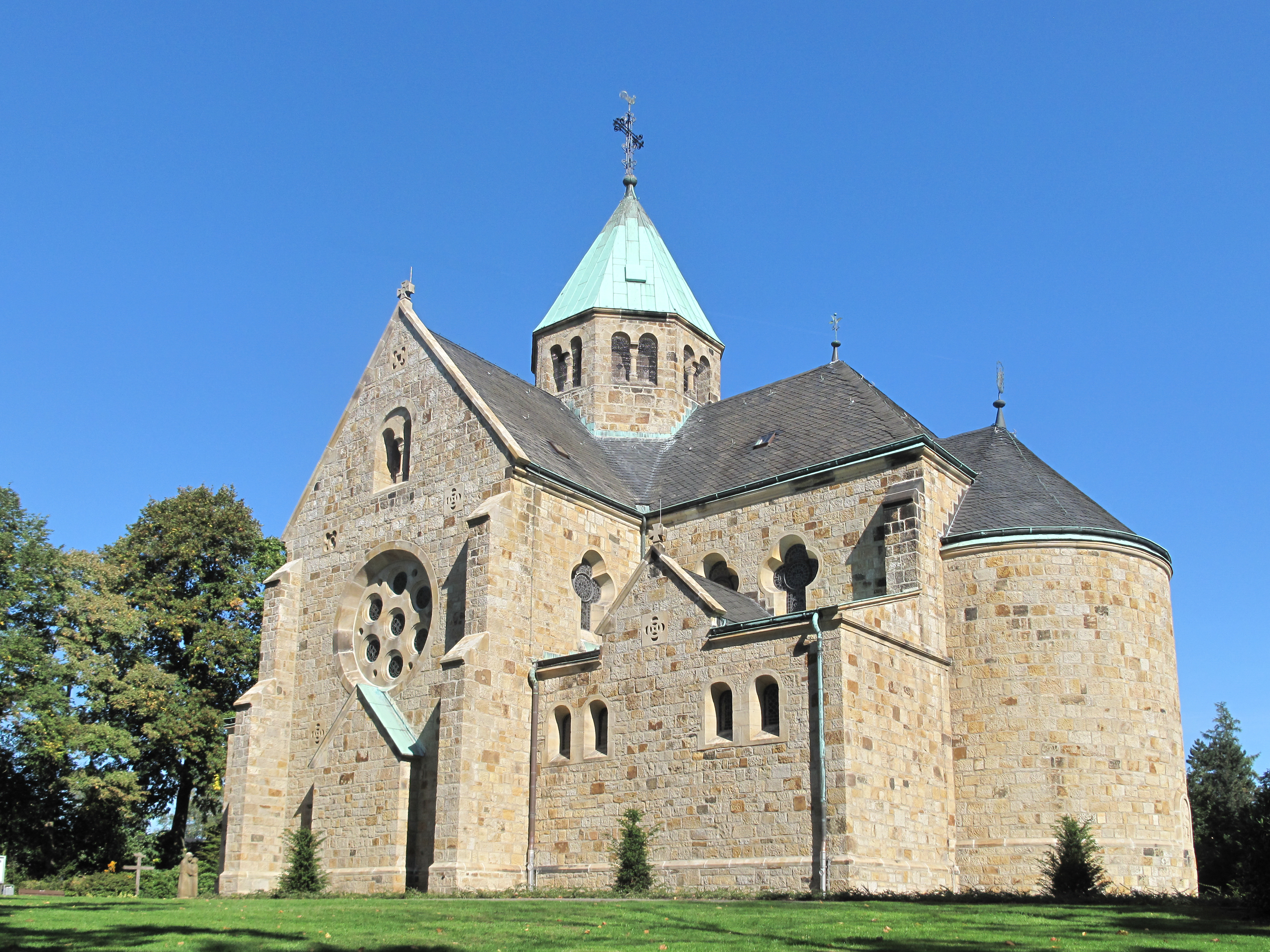
Hauenhorst, gem. Rheine, kerk Maria-Visitatie (Mariä Heimsuchung, 1900)
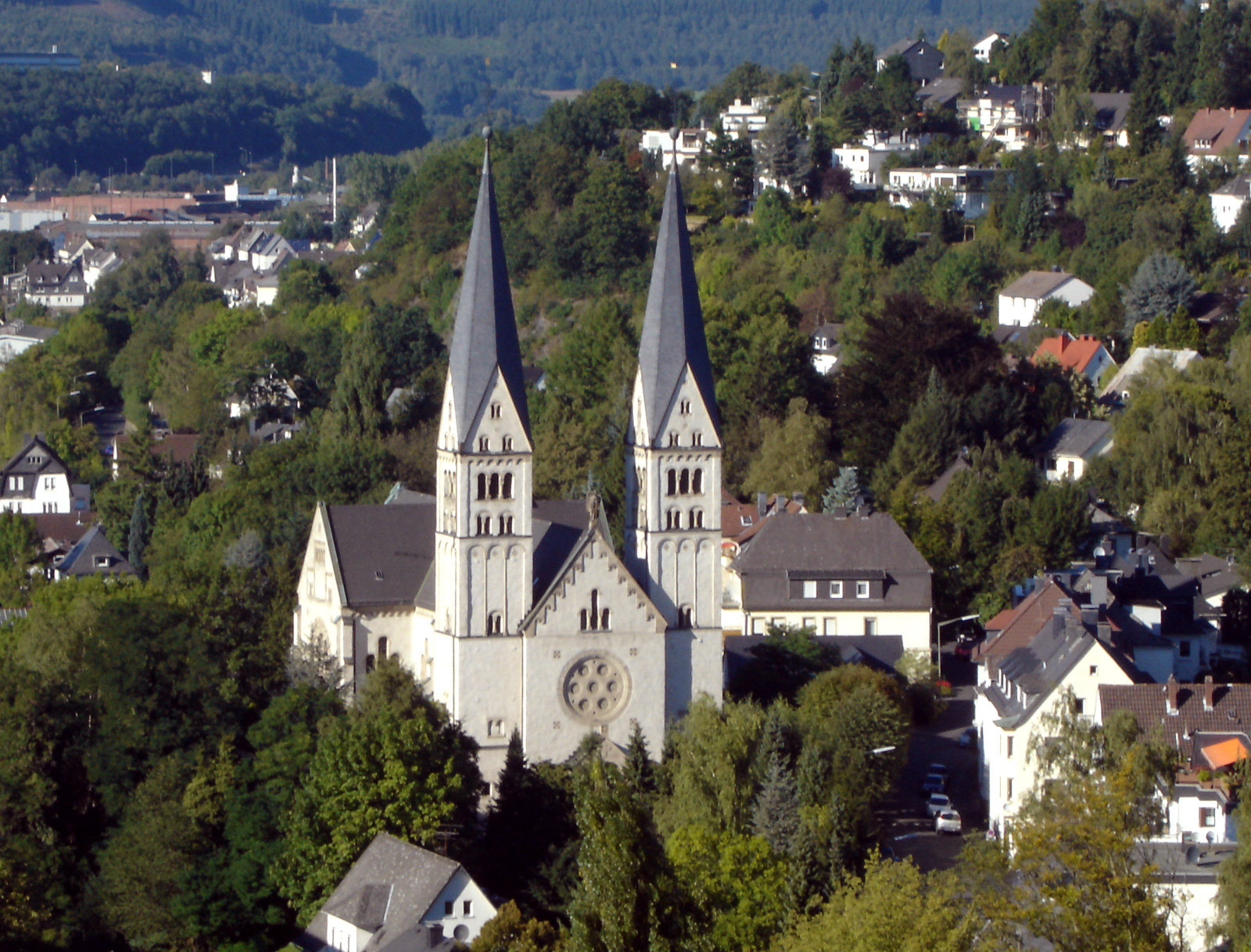
St. Michaëlskerk, Siegen (1906)

## Werk buiten Duitsland

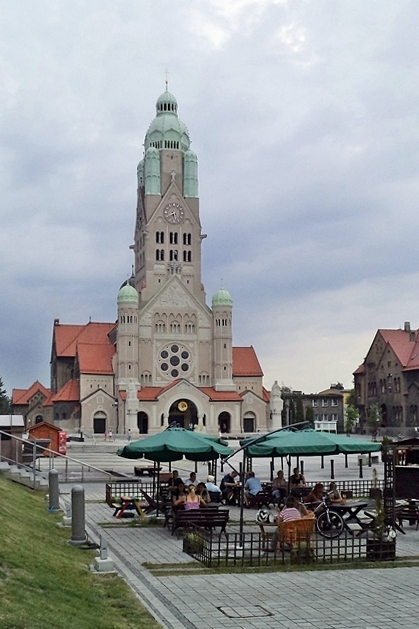
St. Pauluskerk, Nowy Bytom (PL)

In Nederland ontwierp hij, volgens sommigen, het uit 1881 daterende gebouwtje te Den Haag, waarin het grote ronde schilderij van Panorama Mesdag hangt. Deze toeschrijving is onjuist: de gemeente Den Haag vermeldt als architect hiervan Gerard Klomp (1834-1882), de vader van Johannes Franciscus Klomp.
In België ontwierp Johannes Franciscus Klomp twee Heilig-Hartkloosters, beide rond 1908. Deze staan te Leuven en Brussel.
In het Groothertogdom Luxemburg ontwierp hij o.a. het gebouw van de Abdij van Clervaux (1909) en de in 1912 voltooide Cosmas-en Damianuskerk te Clervaux.
In Polen ontwierp Klomp het in 1912 voltooide kerkgebouw St Paulus te Nowy Bytom, dat sinds 1959 een stadsdeel van Ruda Śląska in Silezië is. De stijl van dit godshuis is neo-romaans.